# 长花腺萼木
长花腺萼木（学名：Mycetia longiflora）为茜草科腺萼木属下的一个变型。